# Matteo Tuveri

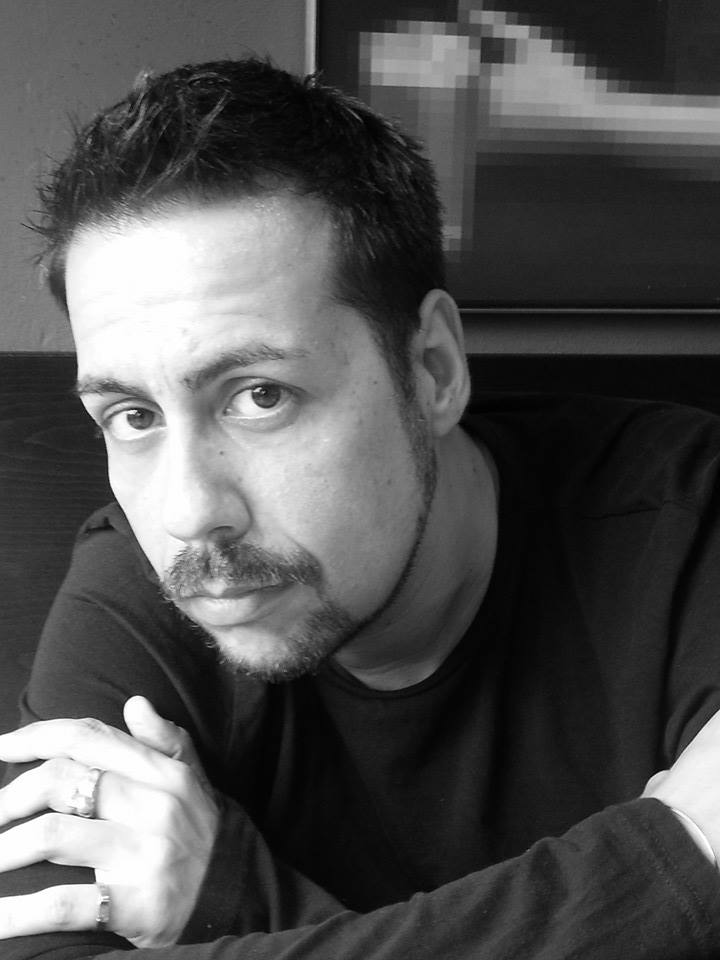
Der italienische Schriftsteller Matteo Tuveri fotografiert in München, Juli 2014

Matteo Tuveri (* 23. Februar 1977 in Oristano, Sardinien) ist ein italienischer Schriftsteller und Biograph der Kaiserin Elisabeth von Österreich-Ungarn.

## Leben
Matteo Tuveri besitzt einen Studienabschluss in deutscher und englischer Literatur und Sprache der Universität von Cagliari. Er arbeitete unter der Regie von Filomena Campus mit der Schauspielertruppe Theatralia (Universität von Cagliari) zusammen. Mit Theatralia nahm er im Oktober 2000 an der Inszenierung von Bertolt Brechts „Die Ausnahme und die Regel“ teil. Tuveri arbeitet als Redakteur bei der italienischen Zeitschrift LucidaMente, die von Rino Tripodi geleitet wird, und gelegentlich auch bei anderen Zeitungen (L'Eco delle Dolomiti, L'Unione Sarda, Il quotidiano della Calabria und L'Ateo).
Er erhielt eine Auszeichnung von der Akademie der Künste in Kairo für seine Bemühungen um den Dialog zwischen den Kulturen, da er ein Maria Carta (sardinische Sängerin) und Umm Kalthum (ägyptischer Sänger) gewidmetes Konzert konzipierte und organisierte. Tuveri ist Mitglied der Simone de Beauvoir Society. Er war Anwärter auf mehrere Literaturpreise.

## Werk
Seine Forschungsinteressen betreffen Gender Studies sowie italienische, deutsche, englische und habsburgische Geschichte und Literatur. Er nahm 2006 als Dozent an der 14. Internationalen Konferenz Simone de Beauvoir in Rom teil. Außerdem nahm er 2006 an der Konferenz La mezzaluna ed il mondo capovolto: nel cuore dell'Iran in Cagliari sowie 2009 an der Konferenz Madonna di Campiglio. Storia e identità della Perla delle "Dolomiti di Brenta" in Madonna di Campiglio teil. Dort hielt er einen Vortrag mit dem Titel „Il diario poetico di Sissi: mito e storia di una donna 111 anni dopo“ (Sissis poetisches Tagebuch: Mythos und Geschichte einer Frau nach 111 Jahren).
Tuveri schrieb mehrere Aufsätze und Artikel über die Kaiserin Elisabeth von Österreich-Ungarn, darunter die Bücher „Specchi ad angoli obliqui. Diario poetico di Elisabetta d’Austria“ (Konvexe Spiegel: das poetische Tagebuch der Kaiserin Elisabeth von Österreich) und „Tabularium. Considerazioni su Elisabetta d’Austria“ (Tabularium. Anmerkungen zu Elisabeth von Österreich).
Zu erwähnen ist die Übersetzung eines Buches von Navid Kermani: „Dinamite dello spirito. Martirio, Islam e Nichilismo“ (Dynamit des Geistes: Martyrium, Islam und Nihilismus). Er verfasste Artikel in wissenschaftlichen Zeitschriften wie den Rassegna dannunziana (Centro Nazionale di Studi dannunziani von Pescara), Simone de Beauvoir Studies (Simone de Beauvoir Society, USA) und Sapere Aude (Rivista del Departamento de Filosofia da Pontifícia Universidade Católica de Minas Gerais, Belo Horizonte). Er schrieb das Essay „Elsa et Louis : phénoménologie de l’amour contemporain“ (L’identité féminine dans l’oeuvre d’Elsa Triolet, Hrsg. von Thomas Stauder, 2012), wo Tuveri die Verbindungen zwischen Liebesgedichte Elsa Triolet von Louis Aragon in der Zeit des Zweiten Weltkriegs gewidmet, und die Tradition der Liebeslyrik des Westens analysiert. Er schrieb auch einen Aufsatz über die sardische bildende Künstlerin Edina Altara (Brasil, 2012). Seine Werke immer mit weiblichen Figuren in Gesellschaft und Kunst behandelt.
Tuveri schrieb die Romane „Il tredicesimo tarocco“ (Anwärter auf den Preis Modello Pirandello, 1997), „30 aprile 2001“ (Anwärter auf den Preis Fonopoli – Parole in movimento, 2003) und „La sabbia delle occasioni perdute“ (übersetzt: Spazierengehen, Anwärter auf den Preis Marguerite Yourcenar, 2007).
Er nahm an der Dokumentation „Die wahre Geschichte der Kaiserin Elisabeth“ teil, produziert von La Storia in Rete Produzioni, unter der Regie von Fabio Andriola (Drehbuch: Alessandra Gigante).
Im Jahr 2017 veröffentlichte Tuveri das Buch „Pioggia inversa. Storia del Diavolo e un precario“ (Zirkumzenitalregen. Die Geschichte des Teufels mit einem Zeitarbeiter). In seinem Roman erzählt der Autor die Geschichte eines modernen Doktor Faustus, der als Folge der heutigen Prekarität gilt.
2019 nahm er als Experte und Biograph am österreichischen Dokudrama über Kaiserin Elisabeth von Österreich-Ungarn mit dem Titel „Elisabeth - Kaiserin auf der Flucht“ unter der Regie von Stefan Ludwig (in ORF2 ausgestrahlt). In der Titelrolle Sunnyi Melles.
„Elisabeth – Kaiserin auf der Flucht“ ist eine Koproduktion von Metafilm in Zusammenarbeit mit ORF, ZDF und ARTE, gefördert von Fernsehfonds Austria, Filmfonds Wien, Land Niederösterreich und der Verwertungsgesellschaft für audiovisuelle Medien (VAM).
Im Januar 2019 veröffentlichte der Verlag Aracne (Rom) die zweite Auflage seines Buches „Specchi ad angoli obliqui. Diario poetico di Elisabetta d’Austria“ (Konvexe Spiegel: das poetische Tagebuch der Kaiserin Elisabeth von Österreich).